# Shelly Woods

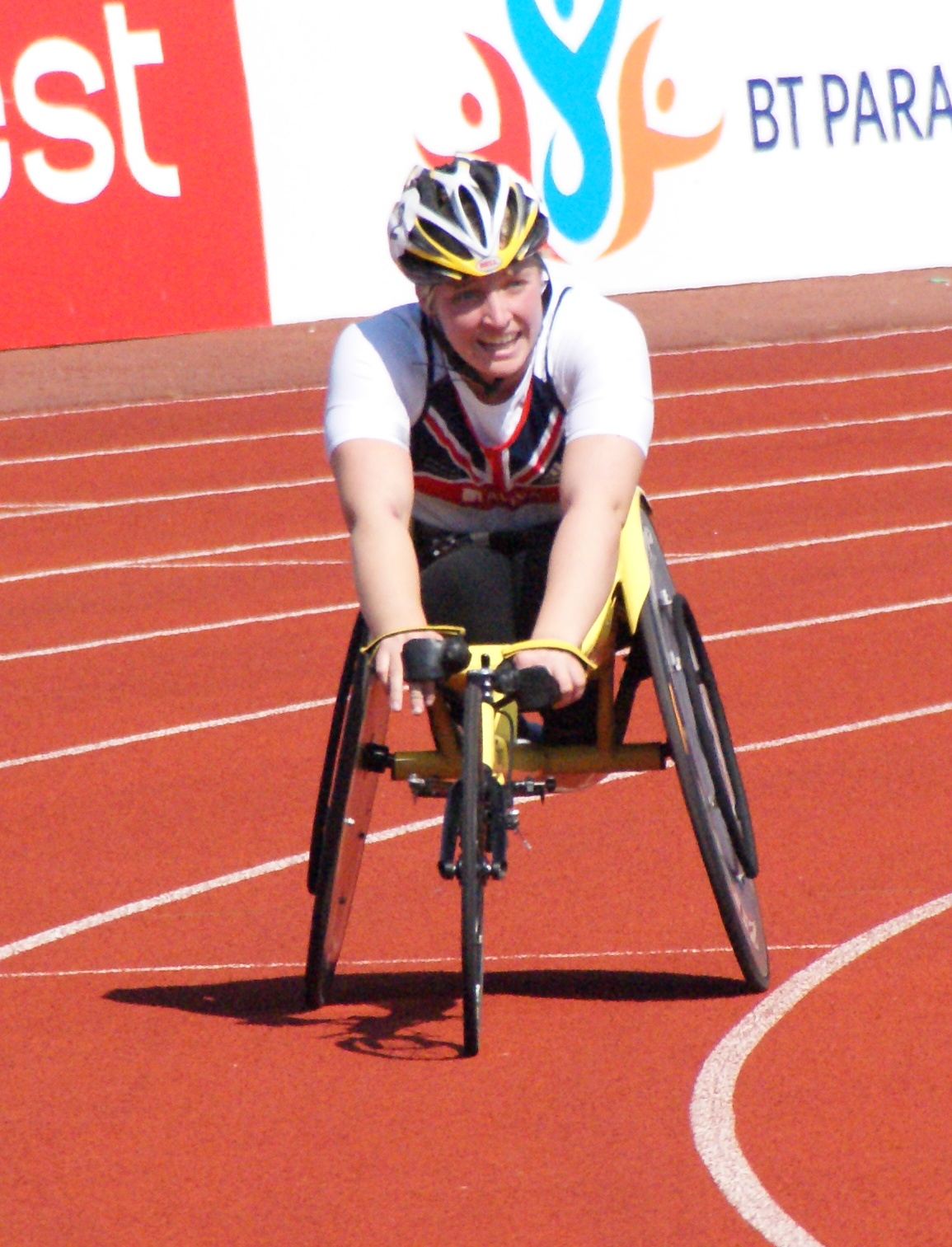
Shelley Woods

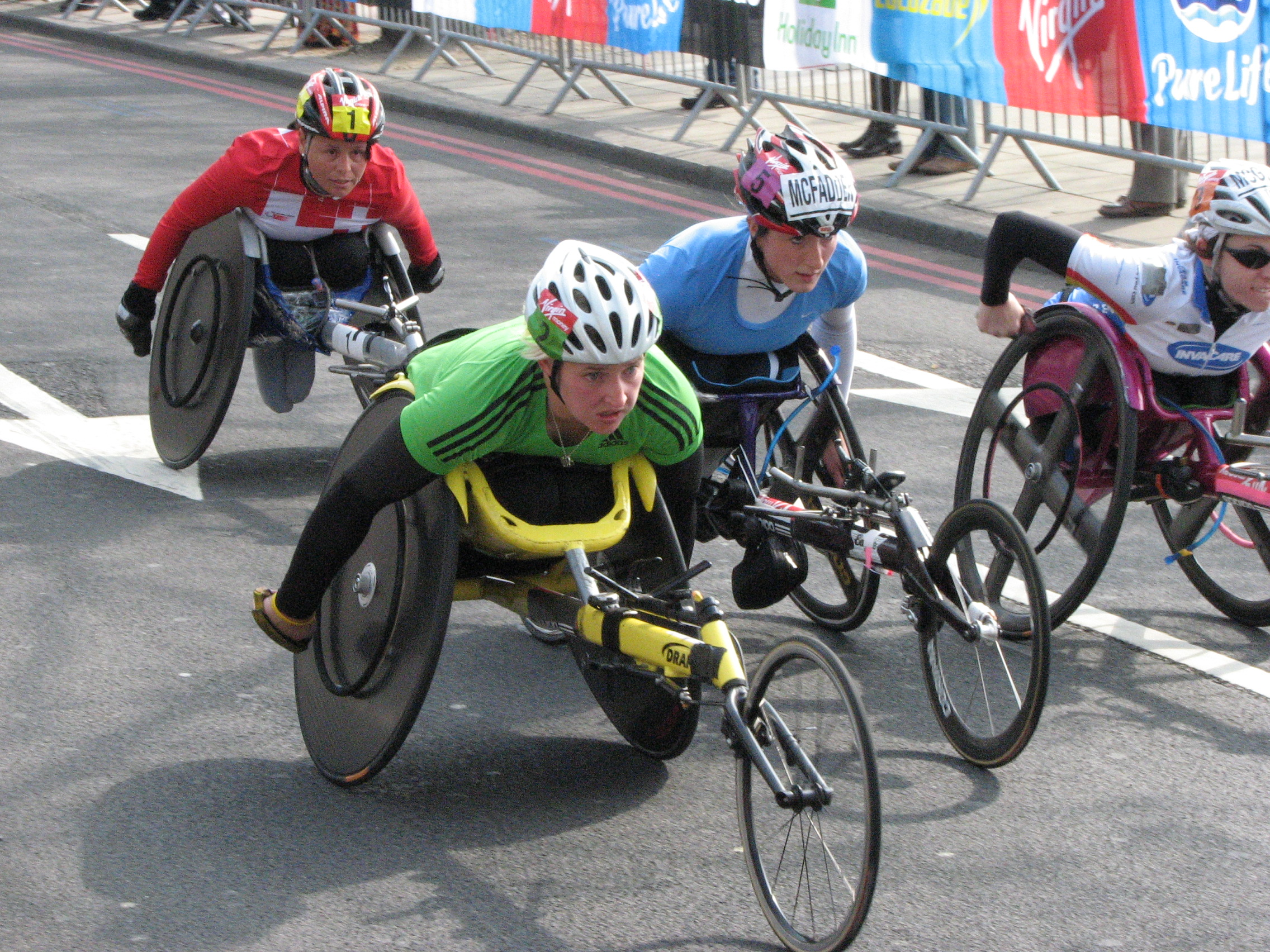
Rollstuhl-Marathon der Frauen, London 2011 (von links nach rechts: Sandra Graf, Shelly Woods, Tatyana McFadden, Amanda McGrory)

Rochelle Shelly Woods (* 4. Juni 1986 in Blackpool, England) ist eine britische Rollstuhlsportlerin.

## Leben
Woods stürzte 1997 von einem Baum, was zu einer dauerhaften Verletzung ihres Rückenmarks und einer Querschnittslähmung führte. Sie ist mit Chris Oxley verheiratet, mit dem sie ein Kind bekam.

### Sportliche Karriere
Nach ihrer Verletzung war sie weiterhin sportlich aktiv, darunter im Rollstuhlbasketball und im Schwimmen. 2011 erklärte sie in einem Interview, dass sie sich auf Anraten ihres ersten Trainers Andrew Gill für den Rennsport entschieden hatte. 2004 stellte Woods den Streckenrekord der Frauen für den Reading-Halbmarathon auf. Sie gewann 2005 und 2006 bei ihren ersten Teilnahmen am London-Marathon Silber. 2007 gewann sie erstmals das Rollstuhlrennen bei dem London-Marathon der Frauen in einer Rekordzeit von 1:50:40 und 2012 gewann sie dabei mit einer Zeit von 1:49:10.
Als Vertreterin von Team GB gewann sie bei den Sommer-Paralympics 2008 in Peking eine Silbermedaille über 5000 m. Sie musste die Medaille jedoch nach der Siegerehrung zurückgeben, als die Offiziellen entschieden, dass das Rennen wiederholt werden würde. Vier Tage später gelang es ihr, Bronze zu gewinnen.
Woods vertrat auch das Team GB bei den Sommer-Paralympics 2012 in London, wo sie eine Silbermedaille im Frauen-Marathon gewann. Sie wurde 6. über 1500 m, 8. über 5000 m und wurde 3. in den Vorläufen über 800 m, konnte sich aber nicht für das Finale qualifizieren.
Woods nahm an den Commonwealth Games 2014 in Glasgow teil und belegte den 6. Platz über 1500 m, bevor sie bei den IPC Athletics European Championships 2014 in Swansea drei fünfte Plätze belegte. Im September 2014 erzielte sie eine persönliche Bestzeit im Halbmarathon (50,36), um den BUPA Great North Run zu gewinnen. Nach einer dreijährigen Familienpause nahm sie 2019 unter anderen am BMW Berlin Marathon, TCS New York City Marathon und am Standard Chartered Singapore Marathon teil.
2021 gewann sie den Women’s Müller Wheelchair Marathon mit einer Zeit von 2:00:40.0.

## Ehrungen
- 2013: Civic Honor Award, Fylde Borough Council in England[5]